# Бер Крик (Алабама)
Бер Крик (енгл. Bear Creek) град је у америчкој савезној држави Алабама. По попису становништва из 2010. у њему је живело 1.070 становника.

## Демографија
Према попису становништва из 2010. у граду је живело 1.070 становника, што је 17 (1,6%) становника више него 2000. године.
| Група             | 2000.         | 2010.         |
| Белци             | 1.043 (99,1%) | 1.033 (96,5%) |
| Афроамериканци    | 1 (0,1%)      | 1 (0,1%)      |
| Азијати           | 0 (0,0%)      | 2 (0,2%)      |
| Хиспаноамериканци | 1 (0,1%)      | 19 (1,8%)     |
| Укупно            | 1.053         | 1.070         |